# Citrosuco
Citrosuco ist der weltgrößte Orangensaft- und Orangensaftkonzentrathersteller mit Sitz in Matão, Brasilien. Er entstand 2012 als Joint Venture zwischen der alten Citrosuco Paulista, einer Tochter der Grupo Fischer, und Citrovita, einer Tochter der Grupo Votorantim.
Citrosuco besitzt sechs Fabriken in Brasilien und eine in Florida (Lake Wales). Außerdem werden fünf eigene und drei gecharterte Fruchtsafttanker betrieben.

## Konkurrenten
- Cutrale
- Louis Dreyfus Commodities